# Studielandschap
Een studielandschap is een leeromgeving bestaande uit een ruimte of een stelsel van ruimtes waar verschillende leeractiviteiten kunnen plaatsvinden en waar voor die verschillende studie-activiteiten ondersteunende faciliteiten aanwezig zijn. De ruimte en de leeractiviteiten moeten op elkaar zijn afgestemd.
Kenmerk van een studielandschap is dat het min of meer open toegankelijk, uitnodigend voor de verschillende leeractiviteiten en flexibel inzetbaar is. Studielandschappen kunnen sterk verschillen per instelling door verschillen in wat er geleerd en gedaan moet worden en verschillende visies van de beherende onderwijsinstellingen.
Studielandschappen kennen meestal een combinatie van een of meer van de volgende elementen:
- Individuele werkplekken
- Groepswerkplekken
- Informele ruimte
- Aanwezigheid van benodigde boeken en andere media
- PC's en/of mogelijkheid voor draadloze verbinding met computernetwerk en/of internet
- Audio-visuele middelen
- Practicumfaciliteiten
- Mogelijkheden tot communicatie
- Begeleidend en deskundig personeel